# アンネ・ヤーレン
アンネ・ヤーレン（Anne Jahren、1963年6月20日 - ）は、ノルウェー・アーケシュフース県バールム出身の元クロスカントリースキー選手。1980年代に国際大会で活躍した。

## 経歴
ヤーレンは1982年1月15日に5kmのレースでクロスカントリースキー・ワールドカップにデビューし、5位となった。1984年サラエボオリンピックでリレー金、20km銅と2つのメダルを獲得、このシーズンのワールドカップ総合は自己最高位の3位となった。
1985年ノルディックスキー世界選手権、1987年ノルディックスキー世界選手権、1988年カルガリーオリンピックと続けてリレーで銀メダルを獲得した。
1989年ノルディックスキー世界選手権でもリレーで銅メダルを獲得、1989-1990シーズン終了後現役を引退した。 